# Zettabyte
Un zettabyte es una unidad de almacenamiento de información cuyo símbolo es el ZB, equivale a 1021 bytes. 
El prefijo fue adoptado en 1991, viene del latín "septem", que significa siete.

## Equivalencias
Equivalencias (en sistema decimal):
1 Terabyte  (TB) = 1024 Gigabytes (GB).
1 Petabyte  (PB) = 1024 Terabytes.
1 Exabyte   (EB) = 1024 Petabytes.
1 Zettabyte (ZB) = 1024 Exabytes = 1 millón de petabytes = 1000 millones de terabytes.

## Ejemplos
- El peso aproximado de todo el internet en el año 2015 fue de 8 zettabytes. El peso aproximado en el año 2018 superó fácilmente los 10 zettabyte, para el 2020 se calcula que esta cantidad se puede duplicar.[cita requerida]
- En cuanto al volumen total de datos que se produjeron en el mundo, en 2012 se sobrepasó el ZB.[1] En 2015 hubo 15,5 ZB, en 2020 se estimaron 50,5 ZB y para finales de 2025 se prevé que se producirán 175 ZB.[1]
- En ciencias, se estimó en 2015 que para 2025 la astronomía estará produciendo 25 ZB[2] de datos observacionales, mientras que la genómica secuenciarán 1 ZB de pb.[3]